# جاك هوكينز
جاك هوكينز هو مؤرخ وسياسي كندي، ولد في 5 مايو 1932 في هاليفاكس في كندا. حزبياً، نشط في الحزب الليبرالي في نوفا سكوشا ‏. وقد انتخب عضو مجلس نواب نوفا سكوتيا.